# Трекино
Тре́кино (рос. Трекино) — присілок у складі Ленінськ-Кузнецького округу Кемеровської області, Росія.

## Населення
Населення — 197 осіб (2010; 251 у 2002).
Національний склад (станом на 2002 рік):
- росіяни — 94 %